# Ebenezer Obey
Ebenezer „Chief Commander“ Obey (* 1942 in Lagos) ist ein nigerianischer Musiker und Evangelist.

## Leben
Ebenezer Obey Fabiyi entstammt dem Volk der Yoruba. Er wuchs in Idogo im Bundesstaat Ogun auf. Die ersten Erfahrungen mit der Musik sammelte er als Kind und Jugendlicher in der Schule und in diversen lokalen Musikgruppen. 1964 zog er nach Lagos und gründete dort die Band The International Brothers. Deren Musikstil stellte die nigerianische Jùjú-Musik mit Elementen des ghanaischen Highlife dar.
Nachdem das erste Album E wa wo ohun oju mi ri  ein kommerzieller Misserfolg war, brachte Olomi Gbo Temi im Jahre 1966 den nationalen Durchbruch und die Gruppe erfreute sich großer Beliebtheit.
Von 1963 bis 1993 veröffentlichte Ebenezer Obey über 100 Alben und erhielt dafür 30 goldene und 2 Platin-Schallplatten. Im Gegensatz zu seinem Rivalen King Sunny Ade beschränkte sich Obeys Ruhm vorwiegend auf Nigeria. In den 1980er Jahren versuche er, mit von Virgin Records geförderten Tourneen durch England, Italien und die USA international bekannter zu werden, doch ohne Erfolg.
Nach 30 Jahren Musikkarriere entschloss sich Ebenezer Obey 1993, Prediger zu werden. Obey war christlich aufgewachsen; seine Songs haben vielfach religiöse Themen. Obey sieht seine Tätigkeit als Herzensangelegenheit und Bestimmung Gottes.